# Amami... e non giocare
Amami... e non giocare è un film del 1956 diretto da Ken Annakin basato su un romanzo di Graham Greene che firma anche la sceneggiatura.

## Trama
Tony, aiuto contabile in una grande ditta londinese, è a Montecarlo con Cary, la fidanzata, ospite del signor Breuther, un ricco azionista della ditta. Breuther, però, che gli aveva promesso di fargli da testimone e di pagare i conti, non si  presenta e li mette nei guai. Tony, usando un sistema infallibile per vincere alla roulette, sembra risolvere tutto, ma il demone del gioco finisce per mettere zizzania tra i due innamorati.